# حوار (جمل)
الحُوار بضم الحاء، (الجمع: أَحْوِرة وحِيرَان) ولد الناقة من وقت ولادته إلى أن يُفطم ويُفصل.
تتباين مدة الحمل في الإبل ذات السنام الواحد والإبل ذات السنامين من ( 415 – 440) يوماً، وفي الأغلب تلد مولوداً واحداً وفي حالات نادرة تلد توأماً، ويولد الحوار بدون قواطع مع وجود أضراس على الفكين وتظهر القواعد على الفك السفلى بعد حوالى إسبوعين من الولادة. ويقدر طول الوليد بحوالي 90 سنتمتراً ويصل متوسط وزن المولود حوالى 36 كجم بمتوسط (26-45 كجم) وعادة لا يختلف وزن المواليد الذكور عن الإناث بدرجة كبيرة وتلتحق الناقة وحوارها بالقطيع بعد اليوم الثالث، ولهذا الوليد القدرة على الوقوف على قدميه من بعد مرور ساعتين تقريباً، كما أنه يرضع من أمه اللبن لمدة عام كامل، وتتراوح نسبة وفيات المواليد بين ( 30-60%) نتيجة الصراع بين البدوي والصغار على اللبن، وكذلك نتيجة فقر المراعي وعدم توفر المراعي الجيدة، كما أن عدم خبرة الرعاة بطرق التربية السليمة قد يكون سبباً في زيادة نسبة موت الصغار، لاسيما في الأسابيع الثلاثة الأولى من الولادة والتى تحتاج فيها الصغار إلى رعاية جيدة، ويقدر متوسط عمر الإبل بثلاثين عاماً تقريباً.
وقد ضربت في لحم الحوار الأمثال: قال صاحب يسار الكواعب له: يا يسار كل لحم الحوار، واشرب لبن العشار، وإياك وبنات الأحرار.
وملخص المثل: ان يسار الكواعب كان من حديثه أنه كان عبداً أسود يرعى لأهله إبلاً وكان معه عبد يراعيه وكان لمولى يسار بنت فمرت يوماً بإبله وهي ترتع في روض معشب فجاء يسار بعلبة لبن فسقاها وكان أفحج الرجلين فنظرت إلى فحجه فتبسمت ثم شربت وجزته خيراً فانطلق فرحاً حتى أتى العبد الراعي وقص عليه القصة وذكر له فرحها وتبسمها فقال له صاحبه : يا يسار كل من لحم الحوار واشرب من لبن العشار وإياك وبنات الأحرار، فقال : دحكت إلى دحكة لا أخيبها يقول : ضحكت ضحكة ثم قام إلى علبة فملأها وأتى بها ابنة مولاها فنبهها،
فشربت ثم إضطجعت وجلس العبد حذاءها فقالت : ما جاء بك ؟ فقال : ماخفى عليك ما جاء بي فقالت : وأي شيء هو ؟ قال : دحكك الذي دحكت إلي فقالت : حياك الله وقامت إلى سفط لها فأخرجت منه بخوراً ودهناً وتعمدت إلى موسى ودعت مجمرة وقالت له : إن ريحك ريح الإبل وهذا دهن طيب فوضعت البخور تحته وطأطأت كأنها تصلح البخور وأخذت مذاكيره وقطعتها بالموسى ثم شمته الدهن فسلتت أنفه وأذنيه وتركته فصار مثلاً لكل جان على نفسه ومتعد طوره قال الفرزدق لجرير :
وقالوا: "أمسخ من لحم الحوار"، قال الشاعر:
المسيخ والمليخ الذي لا طعم له. وقالوا: "كسؤر العبد من لحم الحوار"، ويضرب للشيء الذي لا يدرك منه شيء، وأصله ان عبداً نحر حواراً وأكله، ولم يبقِ لمولاه منه شيئاً، فضرب به المثل لما يفقد البتة.